# Ana Pastor García

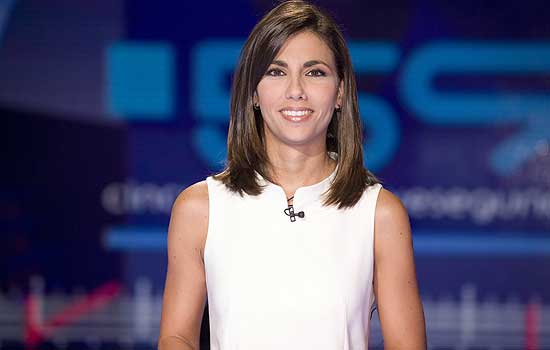
Ana Pastor apresentando 59 segundos.

Ana Pastor García (Madrid, Espanha, 9 de dezembro de 1977), conhecida como Ana Pastor, é uma jornalista e apresentadora espanhola. Embora tenha um longo trabalho como jornalista, passou a ser conhecida de público em geral por seu trabalho na Televisión Española como apresentadora do programa Los desayunos de TVE.

## Preparação profissional
Licenciada em jornalismo pela Universidade San Pablo CEU. Trabalhou em jornais, televisão, na Rádio Nacional de Espanha e na Agência EFE.

## No Cadena SER
Em 1999 Ana Pastor começou a trabalhar para a Cadena SER, onde fez parte da equipe de Iñaki Gabilondo e especializou-se em informação internacional. Foi enviado especial no desastre do tsunami do sudeste asiático e os atentados de 7-X de Londres, e cobriu informações no Paquistão, Afeganistão, Níger, Senegal, Guiné Equatorial, Gâmbia, Libéria e Serra Leoa.
Além disso, dirigiu e apresentou o programa semanal de atualidade Punto de Fuga, que entrevistou as pessoas como Ellen Johnson-Sirleaf, presidente da Libéria ou o ex-presidente da Irlanda e Prémio Príncipe das Astúrias Mary Robinson.

## RTVE
Em setembro de 2006 foi fichada para apresentar o programa da TVE 59 segundos, em que os participantes têm um minuto para expor a sua posição sobre a atualidade política.

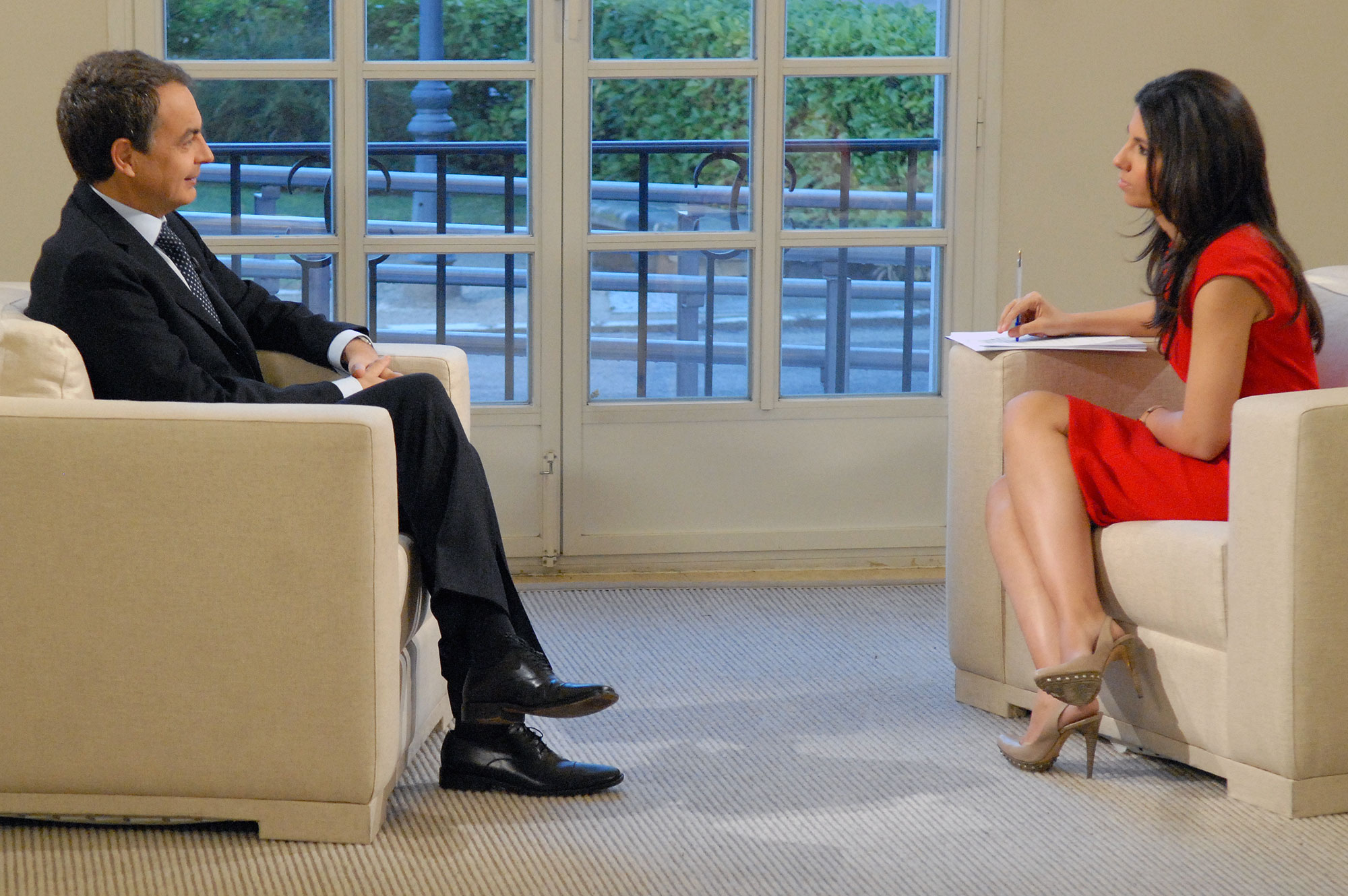
Entrevista a José Luis Rodríguez Zapatero em Janeiro de 2011.

Desde setembro de 2009 apresenta o espaço Los desayunos de TVE em substituição de Pepa Bueno. Este espaço tem conseguido uma grande aceitação entre o público conseguir ser líder de sua faixa horária em outubro de 2010. Outras colaborações incluem a apresentação do Relatório Semanal junto com outros jornalistas da empresa e a participação no programa vespertino Assuntos Próprios de RNE, apresentado por Toni Garrido.
Em 15 de Março de 2011 realizou uma entrevista com o presidente iraniano Mahmoud Ahmadinejad, que originou um grande interesse, e que foi também acompanhada de uma certa polêmica porque o véu que cobria a jornalista escorregou sobre seus ombros, sem que este se desse conta, por isso, seu cabelo ficou a céu aberto durante o resto da entrevista. Por essa entrevista, o nome causou grande alvoroço na Internet e nas Redes sociais, chegando até a se tornar trending topic mundial no Twitter.
Em 12 de Agosto de 2011, o porta-voz do Partido Popular Ramón Moreno arremete contra a jornalista, insinuando a possibilidade de despedir se o Partido Popular ganhou as eleições por realizar um trabalho sesgado e não ser imparcial. A partir destas declarações gera-se uma grande polêmica, já que a jornalista foi galardoada com vários prémios nacionais pela sua imparcialidade, como o "Prémio Liberdade de Expressão 2011" entregue pela Associação de Imprensa Nacional, candidata ao VII Prêmio questão de liberdade de imprensa e Prêmio Triângulo 2011.
Em 4 de Agosto de 2012, tornou-se público o cessar da direção do programa Los desayunos de TVE. Desde RTVE argumentaram que lhe ofereceram um outro programa que ela recusou, no entanto, a jornalista negou tal proposta e disse que a jogaram "para fazer jornalismo", e que não ofereceram nada de concreto.

### CNN
Em setembro de 2012, torna-se pública a sua contratação pela CNN para apresentar um programa de entrevistas a personalidades da política, da cultura e do desporto a nível nacional e internacional a serem emitidas pelos canais da CNN Internacional e CNN em Espanhol.